# Kirjat Eli'ezer

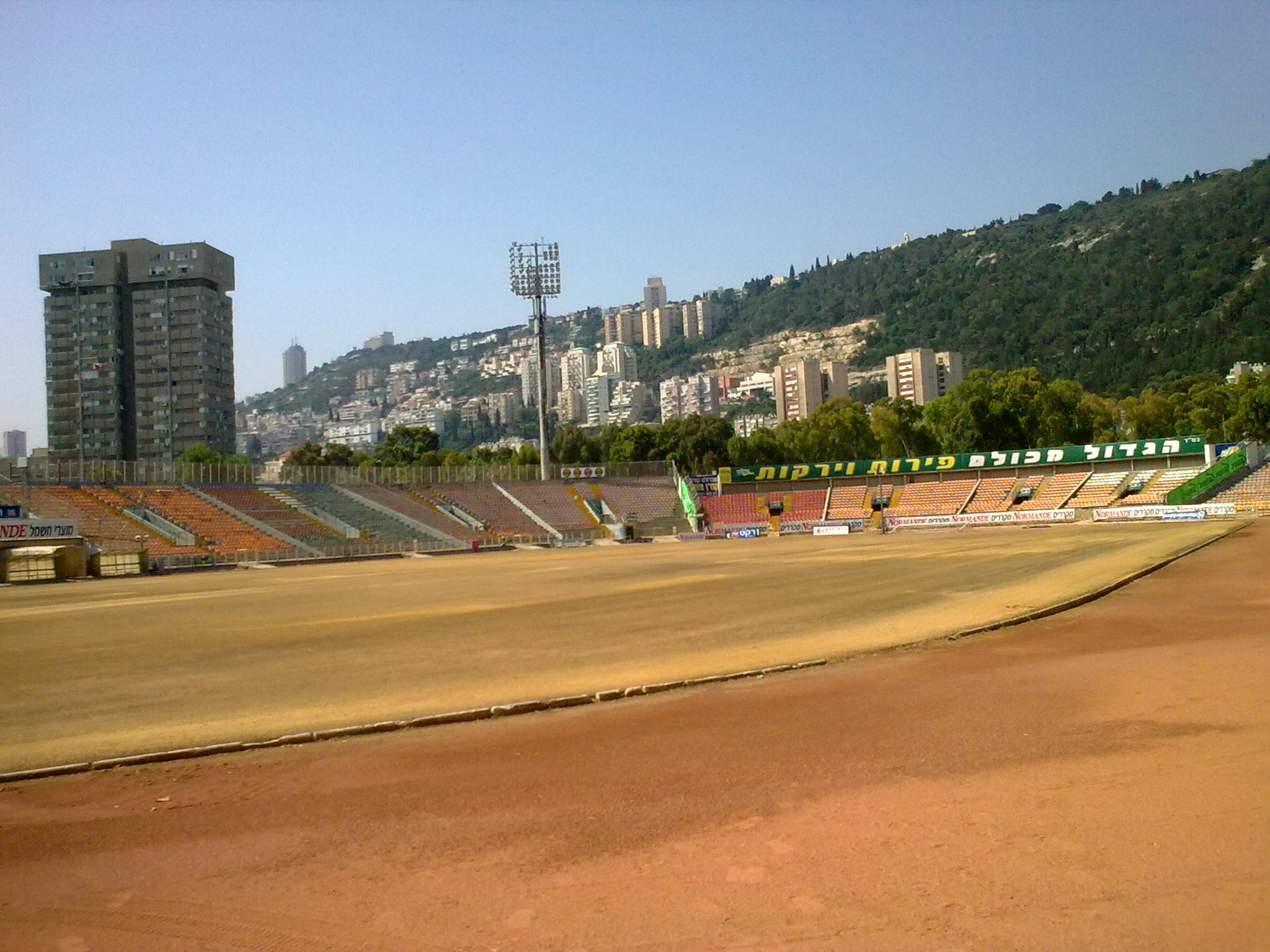
Stadion Kirjat Eli'ezer a okolní zástavba

Kirjat Eli'ezer (hebrejsky: קריית אליעזר, doslova Eli'ezerovo město) je čtvrť v severní části Haify v Izraeli. Nachází se v administrativní oblasti Ma'arav Chejfa na úpatí pohoří Karmel.

## Geografie
Leží nedaleko od pobřeží Středozemního moře v nadmořské výšce do 50 metrů, cca 2 kilometry severozápadně od centra dolního města. Na východě s ní sousedí čtvrť Kirjat Elijahu, na severu Bat Galim, na západě Ejn ha-Jam a na jihu Karmel Carfati. Zaujímá úzký rovinatý pás území mezi mořským břehem a severním okrajem prudkých svahů pohoří Karmel, na nichž zde stojí klášter Stella Maris. Hlavní dopravní osou je dálnice číslo 4 (třída Sderot ha-Hagana). Populace je židovská s arabskou menšinou.

## Dějiny
Výstavba tu započala v letech 1951–1954 společně s nedalekými obytnými soubory Ramat Ša'ul a Kirjat Šprincak.
Nacházel se tu Stadion Kirjat Eli'ezer. Je řazena společně s Bat Galim do statistického okrsku, který má plochu 2,32 kilometru čtverečního. V roce 2008 tu žilo 18 810 lidí (z toho 12 530 Židů, 910 muslimů a 1810 arabských křesťanů).